# Paso de Pache
Paso de Pache ist eine Ortschaft in Uruguay.

## Geographie
Sie befindet sich im Nordwesten des Departamento Canelones in dessen Sektor 2. Sie liegt dabei in der Cuchilla de los Lopez jeweils einige Kilometer östlich von Santa Lucía und nördlich der Departamento-Hauptstadt Canelones. In der näheren Umgebung haben mit dem de Hackembruck und dem Gemino zwei kleinere Nebenflüsse des wenige Kilometer südlich vorbeifließenden Arroyo Canelón Grande ihren Ursprung. An letztgenanntem erstreckt sich nahe der Ortschaft an der dortigen Staumauer Represa de Canelón Grande ein Stausee. Auch die Quellen der drei Nebenflüsse Del Medio, Icasuriaga und Velázquez des nördlich die Departamentogrenze bildenden Río Santa Lucía sind in der näheren Umgebung Paso de Paches zu finden.

## Infrastruktur
Nahe dem Ort führen sowohl die Ruta 5 als auch die Ruta 81 vorbei.

## Einwohner
Die Einwohnerzahl von Paso de Pache beträgt 147. (Stand: 2011) Für die vorhergehenden Volkszählungen der Jahre 1963, 1975, 1985 und 1996 sind beim Instituto Nacional de Estadística de Uruguay keine Daten erfasst worden.
| Jahr | Einwohner |
| ---- | --------- |
| 1963 | -         |
| 1975 | -         |
| 1985 | -         |
| 1996 | -         |
| 2004 | 177       |
| 2011 | 147       |

Quelle: Instituto Nacional de Estadística de Uruguay